# Разгром на немско-фашистките войски при Сталинград
Панорамата „Разгром на немско-фашистките войски при Сталинград“ (на руски: Разгром немецко-фашистских войск под Сталинградом) е част от музейния комплекс „Битката при Сталинград“.

## История
Идеята за създаване на художествено платно, илюстриращо подвизите на защитниците на Сталинград, е изложена в отворено писмо на генерал-майор Г. И. Анисимов до върховния главнокомандващ Йосиф Сталин от 12 декември 1943 г. И вече през 1944 г., на конкурс за идейни проекти за възстановяване на Сталинград, най-накрая се формира идеята за създаване на панорама за Сталинградската битка.  
В същото време, през 1944 г., група художници под ръководството на Н. Котов, В. Яковлев и В. Беляев създават сгъваема и подвижна панорама „Героичната отбрана на Сталинград“. Платното изобразява събитията от 15 – 20 септември 1942 г., когато Мамаев курган е превзет от германските войски за няколко дни.
До голяма степен поради факта, че събитията, изобразени на платното, не са показателни за периода на Сталинградската битка, работата по нова панорама започва още през 1948 г. Групата на „гръцките“ художници се ръководи от А. Горпенко. Работата върху ново платно, този път изобразяващо януарските битки от 1943 г., е завършена през 1950 г. След показването на панорамата в Москва през 1950 г., тя е изпратена в Сталинград, където се показва в кино „Победа“ до 1952 г.
Първата резолюция за изграждането на панорама в Сталинград е приета от Съвета на министрите на РСФСР през декември 1958 г. Според нея панорамата трябва да бъде разположена на Мамаев курган, сградата вече бе възстановена (по-късно зала на „Военната слава“). Въпреки това, 6 години по-късно, през 1964 г., панорамата „Битката при Волга“ е премахната от паметника-ансамбъл „Героите на Сталинградската битка“ на Мамаев курган.
Решено е панорамата да бъде включена в новия музей „Битката при Сталинград“, който трябва да бъде разположен на мястото на трамвайния пръстен, до две сгради – очевидци на битката при Сталинград: къщата на Павлов и руините на мелницата на Герхард.
Проектирането на сградата е извършено от служители на института Волгоградгражданпроект. Ротондата има формата на хиперболоид на въртене, изградена е от предварително напрегнат бетон и е облицована с бял варовик.
Новото панорамно платно е дело на художници от ателието на М. Б. Греков. Гърците са съветвани от група военни – маршали на Съветския съюз В.И. Еременко, Н.И. През 1961 г. художниците изготвят скица на панорама с размери 1/3 в реален размер. Пренасянето на изображението от предварителния чертеж върху панорамното платно и работата по създаването на сюжетния план продължава от лятото на 1980 до пролетта на 1982 година. Панорамата с площ от 2000 m² става най-голямата картина в Русия, една от най-големите панорами в света, която все още остава единствената, написана на тема Великата отечествена война.
На 8 юли 1982 г. панорамата „Разгром на немско-фашистките войски при Сталинград“ е отворена за публиката.
През 2005 г., за 60-годишнината от Победата над Третия райх, специалисти от Всесъюзния център за реставрация на Грабар възстановяват панорамното платно. Реставрационните работи продължяват две години.

## Описание на панорамата
Панорамата „Битката при Сталинград“ е платно с размери 16x120 m, с площ от около 2000 m² и 1000 m² предметна площ. Това е най-голямата картина в Русия. Сюжетът е последният етап от битката за Сталинград – операция „Пръстен“. Платното показва връзката на 26 януари 1943 г. на 21-ва и 62-ра армии на Донския фронт на западния склон на Мамаев курган, което довежда до разделянето на обкръжената германска група на две части.
Панорамата на битката, видима от върха на Мамаевия курган, показва територията на съвременния централен, Ворошиловски, Краснооктябрски и Дзержински райони на Волгоград, виждат се сгради, станали символи на Сталинградската битка: къщата на Павлов, мелницата на Герхард, Площад 9 януари, водна кула на станция Сталинград-1, асансьор.